# Spee’scher Graben
Der Spee’sche Graben ist eines der Gewässer in der Düsseldorfer Carlstadt, die aus den ursprünglichen Schutzgewässern der Festung Düsseldorf nach der partieller Schleifung der Verteidigungsanlagen ab 1802 entstanden.

## Lage
Das Gewässer liegt zwischen der Poststraße im Osten und der Berger Allee im Westen. Nördlich liegt der Namensgeber des Gewässers, das Palais Spee mit zugehörigem Gartenbereich, heute Stadtmuseum Düsseldorf, und südlich die Straßen Carlstor und Haroldstraße. Durchflossen und mit Wasser gespeist wird das Gewässer von der südlichen Düssel. Eine Halbinsel, die von der Poststraße aus zugänglich ist, teilt das Gewässer in einen südlichen größeren und einen nördlichen schmaleren Wassergrabenteil. Letzterer liegt südlich und östlich vom Palais Spee.

## Geschichte
Bis zum Ende des 18. Jahrhunderts war die Stadt Düsseldorf eine Festungsstadt. Aus den ursprünglichen Erdwällen und einfachen Stadtmauern mit zusätzlichen Schutzgewässern des 13. Jahrhunderts, die von der Düssel gespeist wurden, entwickelte sich über die folgenden Jahrhunderte durch Erweiterungen mit Umbau und Zusatzbauwerken wie der Zitadelle im Süden, den zusätzlichen Bastionen im Norden, Westen und Süden der Stadt umfangreiche Festungsanlagen. Zusätzlich geschützt wurden diese durch vorgelagerte Wassergräben, die den Wasserzufluss durch zwei Düsselarme erhielten, während der Rhein den Westen der Stadt abschirmte.

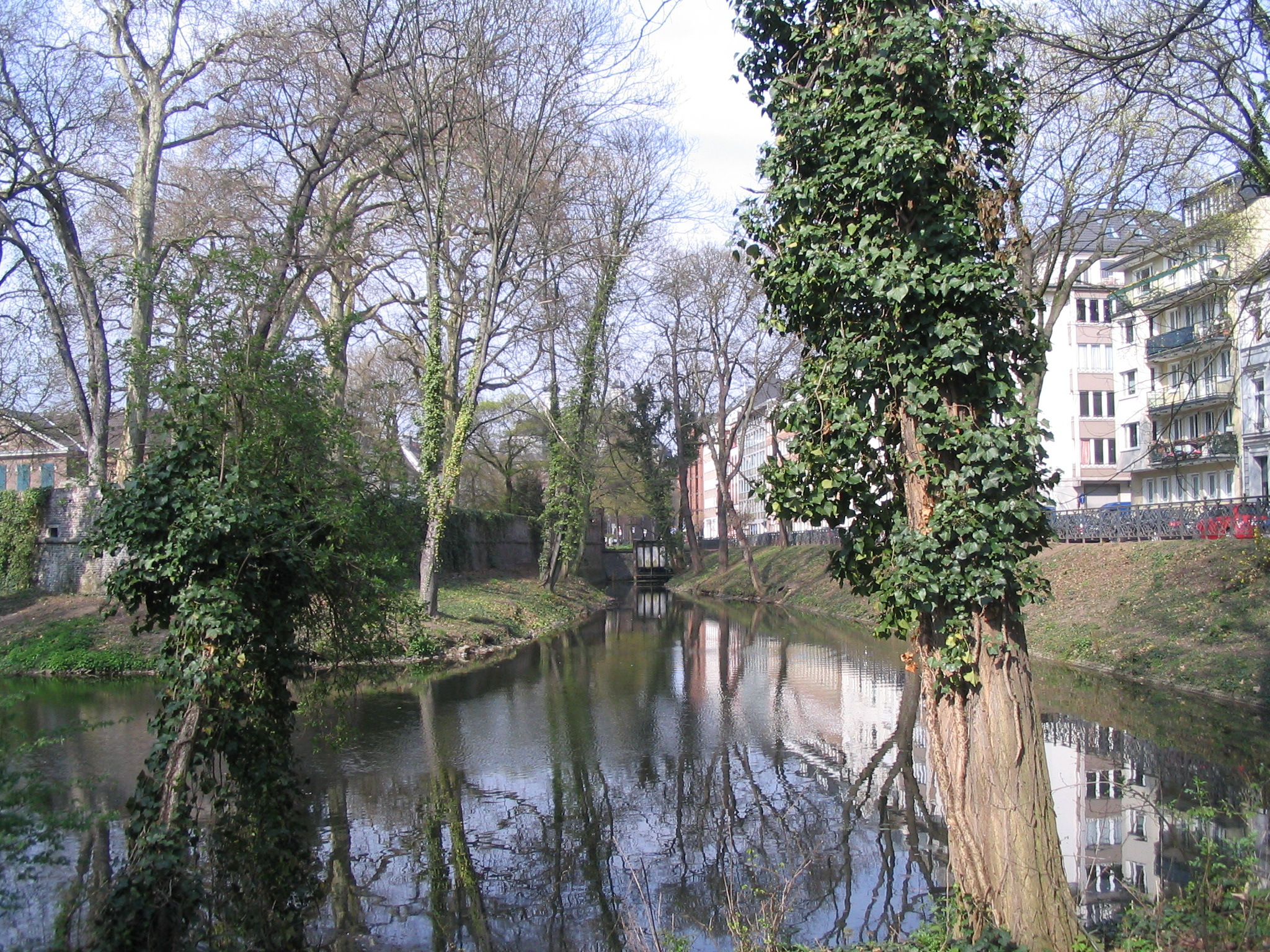
Spee’scher Graben mit Mauerresten der Bastion

Nach den Vorgaben des Friedens von Lunéville 1801 durften die gesprengten Festungsanlagen nicht wieder aufgebaut werden. Vor dem vereinbarten Abzug der Franzosen nach dem Friedensvertrag sprengten diese die Festungsanlagen. Beim Rückbau der zerstörten Festungsbauwerke ab 1802 wurden auch die Schutzgewässer modifiziert und weite Bereiche bis 1810 mit Bauschutt zugeschüttet. Einige Bereiche sind jedoch zu Teichen und offenen Gräben umgebaut worden.
Durch den Umbau entstand ein Ring von Parkanlagen mit Teichen, die den alten Stadtkern weitgehend umgeben. Folgende Bereiche wurden neu angelegt:
- der erweiterte Hofgarten mit dem Doppelteich Landskrone im Nordosten,
- die Königsallee mit dem Stadtgraben im Osten und
- der Spee’sche Graben mit Schwanenspiegel und Kaiserteich im Süden der alten Kernstadt.

Unverändert blieb Anfang des 19. Jahrhunderts der Berger Hafen, der bereits Anfang des 17. Jahrhunderts aus dem Schutzgewässer im Süden der Altstadt bei der Anlegung der Zitadelle zum Hafen umgebaut worden war. Dieser alte Hafen wurde 1831 zugeschüttet, da seine Schutzhafenfunktion durch den 1810 neu angelegten Sicherheitshafen im Norden vor der Altstadt übernommen wurde.
Der ab 1806 angelegte Spee’sche Graben mit zugehörigem Park ist wie die anderen angeführten Park- und Teichanlagen weitgehend heute noch vorhanden. Er wurde im Bereich der ehemaligen Bastion Marie Amalie angelegt, von der noch einige Mauerbereiche erhalten und sichtbar sind. Die heutige Form des Gewässers mit den Uferbereichen entstand in den 1830er Jahren nach Plänen des Gartenbaumeisters Maximilian Weyhe. Um 1885 wurde im Rahmen des Hochwasserschutzes eine neue direkte Verbindung zwischen Spee’schem Graben und Rhein projektiert und ausgeführt.

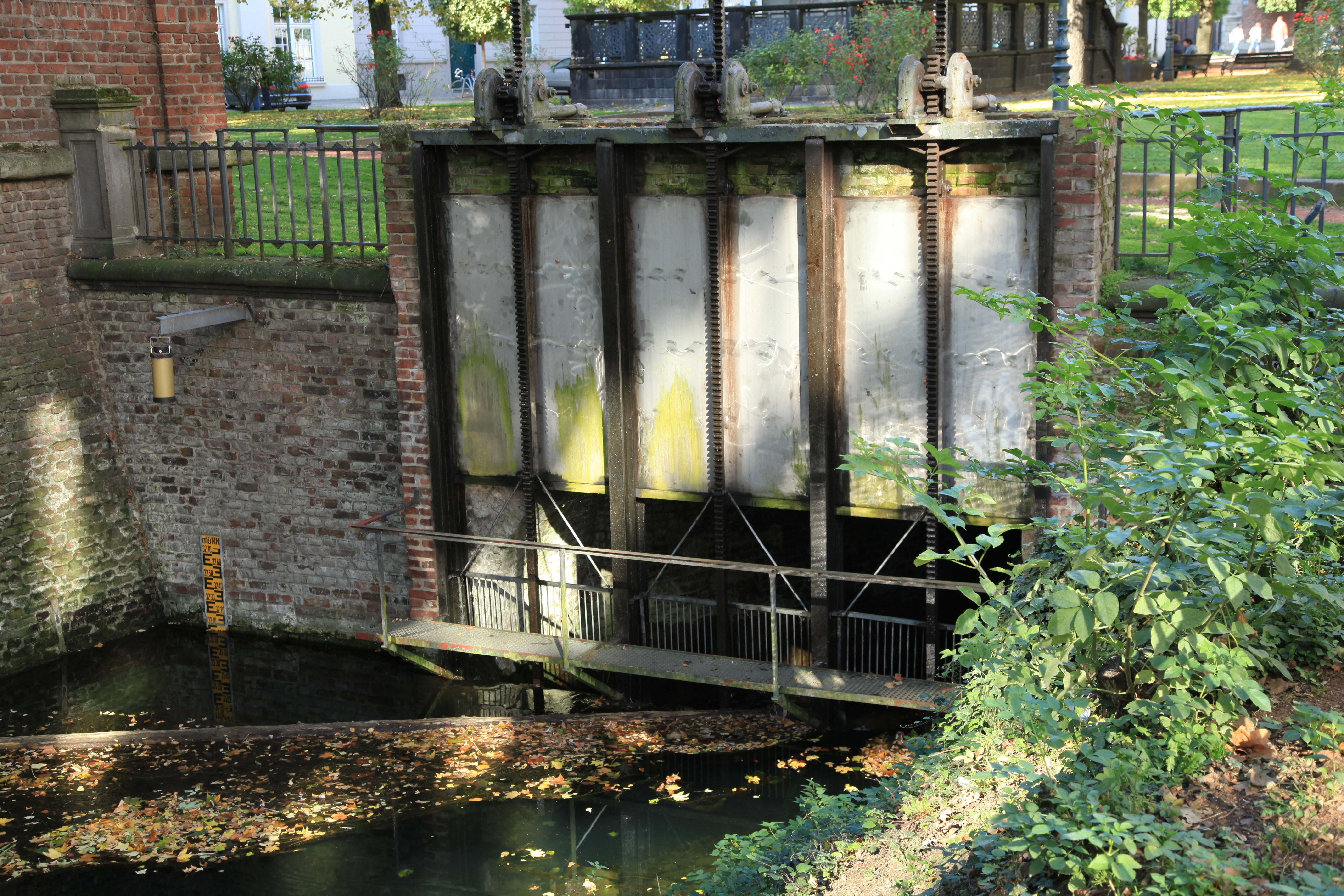
Nördliches Ende des Spee’schen Grabens mit Abfluss

Teile der zugehörigen Park- und Gartenanlagen waren ursprünglich nicht öffentlich zugänglich, da sie zum Grundstück des Palais gehörten. Die Halbinsel wurde beispielsweise erst nach 1945 für das Publikum geöffnet. Der östlich vom Palais gelegene Garten wurde in den 1960er Jahren von der Stadt erworben und ebenfalls danach für die Öffentlichkeit zugänglich.
Während Änderungen am Umfang der Park- und Gewässeranlagen nach dem Zweiten Weltkrieg besonders an der Landskrone im Hofgarten durchgeführt wurden (Verlängerung der Kaiserstraße nach Süden durch den Hofgarten), blieben Spee’scher Graben und Schwanenspiegel mit ihren zugehörigen Parkbereichen weitgehend unverändert. Allerdings wurden und werden die Uferbereiche des Spee’schen Grabens und die zugehörigen Park- und Gartenflächen mit dem Zu- und Abfluss der Düssel häufiger umgestaltet. Kurz nach dem Zweiten Weltkrieg wurde das von Adolf Schill entworfene historistische Geländer der 1945 gesprengten Oberkasseler Brücke entlang der Poststraße als Brüstung wiederverwendet. Der Uferbereich vor den Mauerresten der Bastion war in den 1930ern ebenso wie die Halbinsel nicht mit Bäumen bewachsen, wie es sich dann bis in die 2010er darstellte. Nach den derzeitigen Plänen werden die Bäume vor der Bastionsmauer weitgehend entfernt und auf der Halbinsel stark ausgedünnt, um die Sichtbarkeit auf das Gewässer wie auch auf die Restmauer der Bastion zu verbessern. Weiterhin sollen die Wege im Gartengelände und auf der Halbinsel weitgehend wieder der historischen Ausführung angepasst werden.

## Sonstiges
Da der Spee’sche Graben trotz des Zuflusses von der Düssel weitgehend ein stehendes Gewässer ist, in dem sich Trübstoffe, im Herbst das Laub der Uferbäume und absterbende Wasserpflanzen absetzen, verschlammt dieser relativ schnell. Das Gewässer wird deshalb in kurzen Zeitabständen entschlammt, um die Bildung von Sumpfgas mit einer Geruchsbelästigung für die nahen Stadtbereiche zu verhindern. In den Haushaltsetats der Stadt Düsseldorf sind deshalb seit den 1880er Jahren bis heute regelmäßig Geldbeträge für die Reinigung angeführt. Weiterhin werden die Ufer des Gewässers häufiger neu befestigt. Auch hierfür werden im Haushaltsetat gelegentlich Summen angeführt, wie beispielsweise 1884.
Bis Ende des 19. Jahrhunderts wurden die städtischen Gewässer für den Fischfang verpachtet. Für 1878 bis 1891 sind für den Spee’schen Graben je Jahr 75,- Mark Pachtgebühr im Haushalts-Etat der Stadt Düsseldorf angeführt, die von den Reichsgrafen von Spee gezahlt wurden.